# El mural
El mural és una pel·lícula argentina-mexicana biogràfica-dramàtica de 2010 dirigida per Héctor Olivera. El guió va ser escrit per Olivera i Antonio Armonía. És protagonitzada per Bruno Bichir, Luis Machín, Carla Peterson i Ana Celentano. Es va estrenar el 20 de maig de 2010.
El títol al·ludeix al famós mural que va realitzar el pintor mexicà David Alfaro Siqueiros en 1933 en la fastuosa casaquinta de Don Torcuato del periodista i empresari uruguaià radicat a l'Argentina Natalio Botana que, després de diversos avatars, s'exhibeix al públic des de desembre de 2010. El documental Los próximos pasados (2006), de Lorena Muñoz, també analitza la història del mural de Siqueiros.

## Sinopsi
La història relata les diferents circumstàncies que van portar al pintor David Alfaro Siqueiros a realitzar, durant els mesos que va estar a l'Argentina en els anys trenta, el famós mural de 200 metres quadrats, Ejercicio Plástico, en el pis, parets i sostre en forma de volta del soterrani de la finca Los Granados, propietat de Natalio Félix Botana, el milionari propietari del periòdic Crítica. Siqueiros realitza el mural amb la col·laboració dels pintors argentins Lino Enea Spilimbergo, Antonio Berni, Juan Carlos Castagnino i el pintor uruguaià Enrique Lázaro.
Natalio Botana i David Alfredo Siqueiros compartien la passió per l'art, tots dos amb visions de la vida i ideologies que a primera vista demostraven ser completament diferents. El primer, un home que manejava l'opinió pública del país amb el seu diari Crítica, i el segon que amb el seu art generava amor i odi, revolucionant els carrers a través de murals socialistes amb connotacions absolutament polítiques.
Aquest mural és el leit motiv per a contar una història que té intriga, sexe, traïcions, mentides i fins a un cert sentit de l'humor entre els principals personatges: Siqueiros, la seva esposa, la poetessa uruguaiana Blanca Luz Brum, Botana, la seva dona Salvadora Medina Onrubia i el poeta xilè Pablo Neruda, i, com una sort de personatge més, la finca Los Granados, en la que transcorre la història. La pel·lícula tracta de reflectir el clima polític de l'època i el conflicte d'un pintor, defensor del concepte de l'art com a experiència per a les masses i comunista actiu realitzant en una casa privada un mural que només veurien els amics del seu amo milionari.

## Repartiment
- Bruno Bichir... David Alfaro Siqueiros
- Ana Celentano... Salvadora Medina Onrubia
- Luis Machín... Natalio Félix Botana
- Carla Peterson... Blanca Luz Brum
- Sergio Boris... Pablo Neruda
- Mónica Galán... Victoria Ocampo
- Luis Campos... Presidente Agustín Pedro Justo
- Camilo Cuello Vitale... Carlos Botana
- Rocío Sandor... Georgina Botana
- Mathias Sandor... Jaime Botana
- Rodrigo Noya... Helvio Botana
- Juan Palomino... Saravia
- Marcos Woinsky... Anarquista Marek
- Regina Lamm... Bebé Sansinena
- Francisco Cocuzza... Viejo fascista
- Stella Gallazzi... Fräulein Pupy

## Qüestions històriques
Siqueiros va estar a l'Argentina durant alguns mesos de 1933. En els primers minuts de la pel·lícula es mostren, per a reflectir el clima d'època, fets que no van ser simultanis, com la mort de José Félix Uriburu (1932), l'assassinat de Enzo Bordabehere (1935) i l'arribada a l'Argentina de les restes de Carlos Gardel (1935).

## Recepció
El crític de Rosariocine va escriure:
| « | El Mural és un molt bon exemple de cinema nacional...una pel·lícula atrapante...que aprofundeix en aquest inflat joc de passions entrecreuades que es donen, fins i tot amb escenes d'erotisme d'alt voltatge, i fins a una sèrie de tràgics successos com el suïcidi del fill adolescent major de Botana... Els valors del film estan donats per una excel·lentíssima fotografia i il·luminació de Félix Monti, una direcció d'art de luxe d'Emilio Basaldúa, i el muntatge de Marcela Sáenz, les actuacions són esplèndides en els casos de Luis Machín com un Botana antològic, el mexicà Bruno Bichir com Siqueiros, i Ana Celentano, ja una marca registrada en el seu talent al servei del cinema crioll, aquí com l'esposa: Salvadora. En tant, Carla Peterson és la menys reeixida, gairebé un esquema de la seva Blanca Luz Brum. També ressalta la música d'Eduardo Gamboa, que és molt marcada i concorde. En definitiva, un gran fresc de la història argentina amb els seus pro i les seves contres, amb les seves misèries i oripells”. | » |

A la seva crítica per La Nación va dir Adolfo C. Martínez:
| « | “Héctor Olivera … va saber compondre amb atenta mirada aquests personatges que van transitar per la història argentina. Amb una minuciosa reconstrucció d'època que abasta des de la mansió de Botana fins a les instal·lacions del mític diari, passant per carrers i llocs típics d'aquells temps, el realitzador demostra una vegada més la seva perícia per a retratar a Siqueiros i especialment a Botana i la seva família, inserits aquests últims en les convencions de l'època, i a això ajuda el càsting dels seus actors. Així Luis Machín com Botana, l'actor mexicà Bruno Bichir com Siqueiros i Carla Peterson, Ana Celentano i Sergio Boris van saber sortir airosos dels seus respectius compromisos. No menys reeixida és la fotografia de Félix Monti i, sobretot, la labor de Graciela Galán, que recrea ajustadament el vestuari de l'època. El mural és, doncs, un reeixit intent de Olivera de sumar a la seva extensa filmografia un moment més de les pàgines del nostre esdevenir històric, i el fa amb l'ofici i la sensibilitat que sempre va posar de manifest en tota la seva filmografia.” | » |

Per part seva, Kekena Corvalán va opinar que la pel·lícula té una bona direcció d'art, a càrrec d'Emilio Basaldúa, i que les actuacions que es destaquen "són les de Natalio Botana (Luis Machín) i David A Siquieros (Bruno Bichir), un actor mexicà que es compromet amb el personatge temperamental que li toca compondre", en tant la resta dels personatges "queda com deglutit per la vivor i poder de Natalio Botana, centre d'aquesta història". El resultat és cinematogràficament prolix. Sense res formalment agosarat en el plantejament, és una pel·lícula feta tècnicament parlant. Més enllà d'això, la pel·lícula no passa d'una història de passions creuades, on darrere de crear un marc a la història, la trama simplifica la xarxa de relacions de personatges densos i contradictoris, alguns dels quals queden molt desdibuixats; el cas més evident en aquest sentit és el de Salvadora Onrubia, la seva esposa, dona amb un pes propi indiscutible com a militant anarquista, empresonada per Uriburu, periodista i poetessa, que apareix enfonsada en un denigrant "ressentiment" i així mateix els altres pintors que semblen mers aprenents, sense ideologia política ni experiència plàstica. El Mural no aconsegueix superar el nivell del melodrama. No és que no sigui interessant el gènere, però la densitat dels personatges en qüestió i el fondant de les experiències que relata quant a la conformació del camp cultural i artístic argentí desperten grans expectatives d'una pel·lícula que pugui narrar-ho.

## Premis i nominacions
| Millor Fotografia                    | Félix Monti        | Guanyador  |
| Millor Muntatge                      | Marcela Sáenz      | Guanyadora |
| Millor Direcció Artística            | Emilio Basaldúa    | Guanyador  |
| Millor Disseny de Vestuari           | Graciela Galán     | Guanyadora |
| Millor Maquillatge i Caracterització | Beatuska Stanislaw | Guanyadora |
| LIV edició dels Premis Ariel         |                    |            |
| Millor Direcció Artística            | Emilio Basaldúa    | Nominat    |
| Millor Disseny de Vestuari           | Graciela Galán     | Nominada   |
| Millor Maquillatge i Caracterització | Beatuska Stanislaw | Nominada   |